# Teeatta driesseni
Teeatta driesseni là một loài nhện trong họ Amphinectidae. Loài này phân bố ở Tasmanië.